# Gare de Cork Kent
 (avril 2024).
Si vous disposez d'ouvrages ou d'articles de référence ou si vous connaissez des sites web de qualité traitant du thème abordé ici, merci de compléter l'article en donnant les références utiles à sa vérifiabilité et en les liant à la section « Notes et références ».
La gare de Cork Kent (en anglais : Cork Kent railway station ; en irlandais : Stáisiún Cheannt) est la gare ferroviaire de Cork dans le comté de Cork, en Irlande.

## Histoire
La gare est ouverte le 2 février 1893.

## Service des voyageurs

### Desserte
C'est une gare desservie par des trains longue distance pour Dublin et des gares courte distance au sein du réseau des trains suburbains de Cork.

### Intermodalité

Installations et desserte
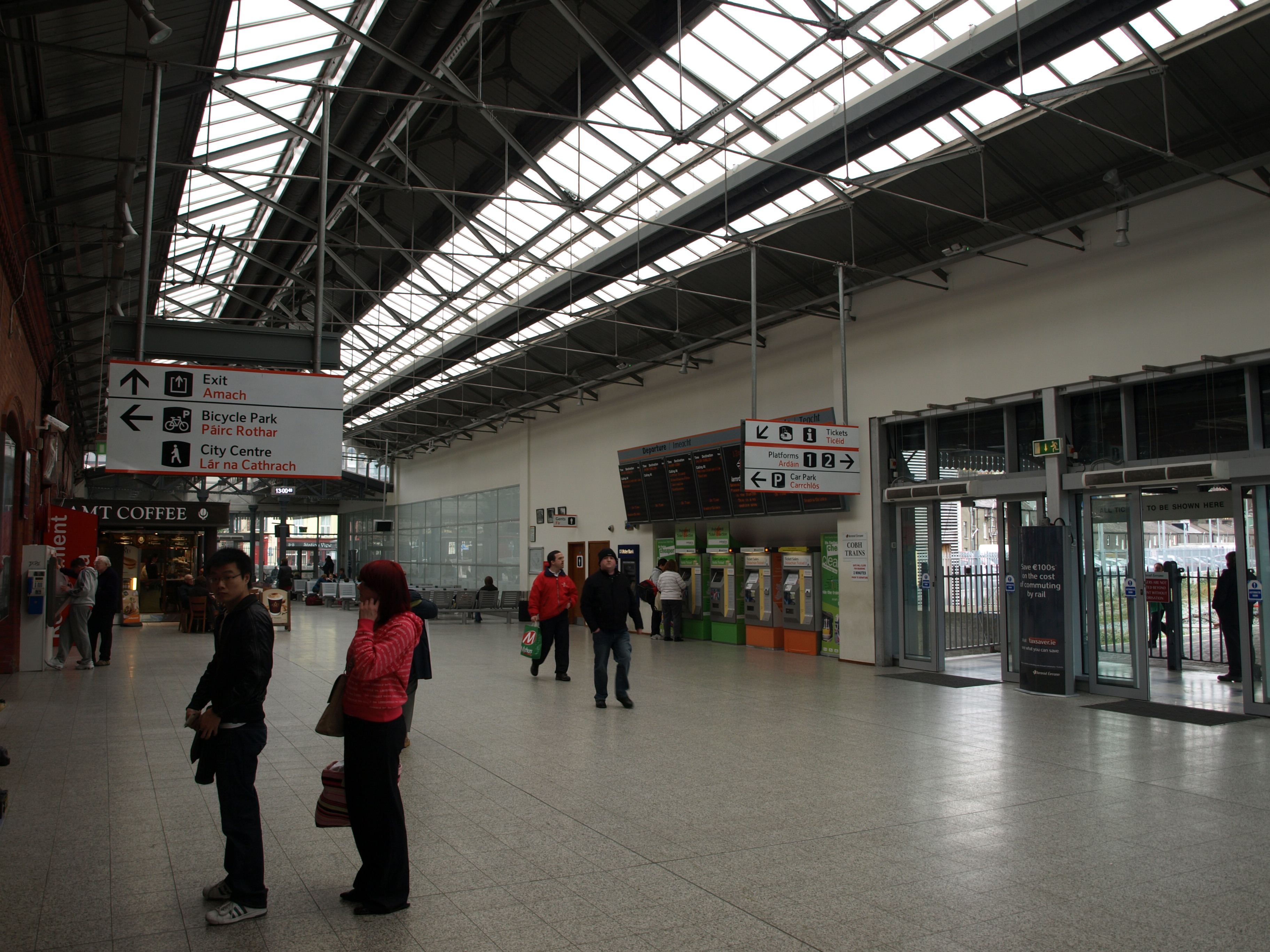
Hall.
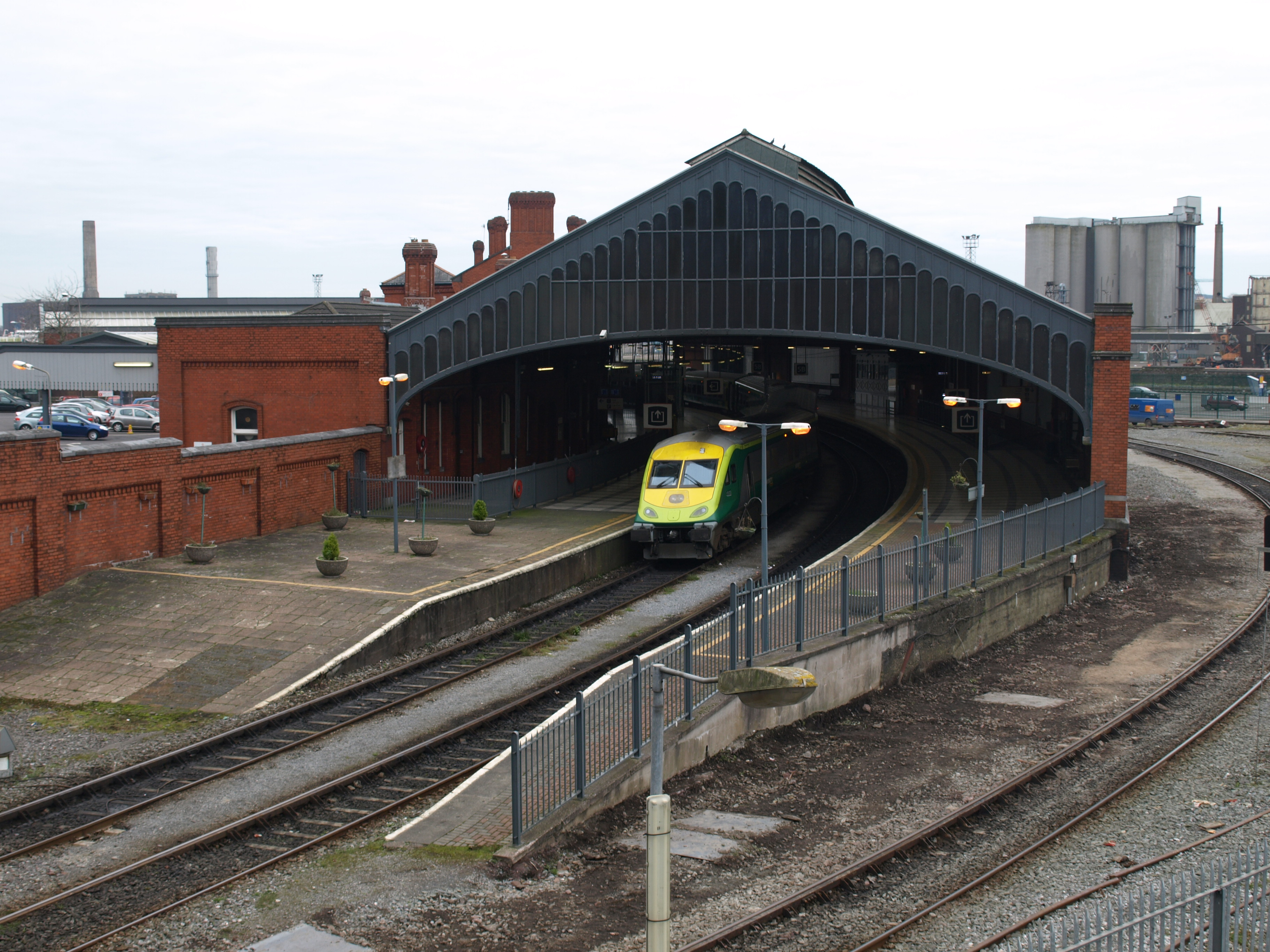
Quais.
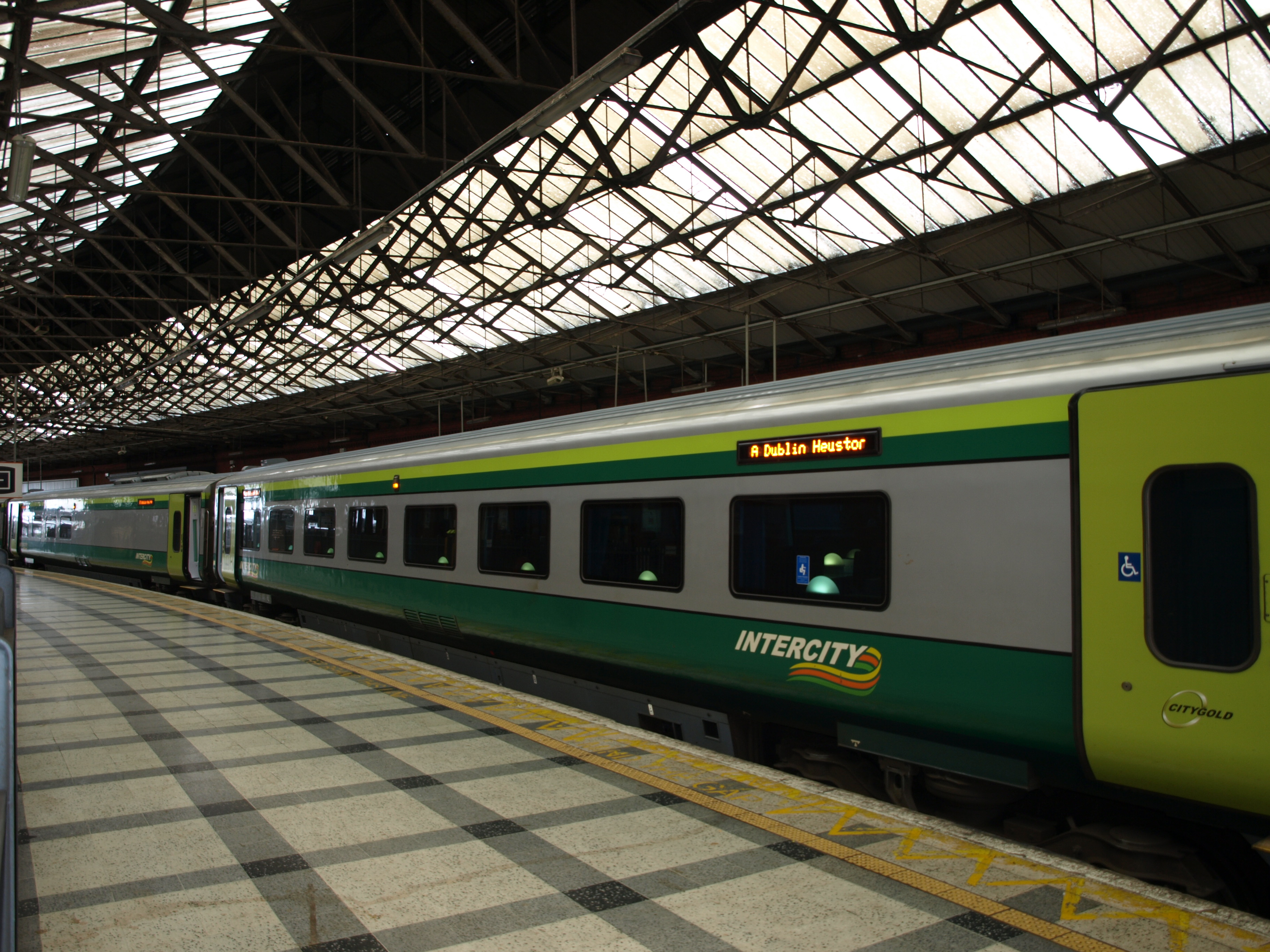
Train pour Dublin.